# Santa María Chilapa de Díaz
Santa María Chilapa de Díaz är en ort i Mexiko.   Den ligger i kommunen San Sebastián Nicananduta och delstaten Oaxaca, i den sydöstra delen av landet, 260 km sydost om huvudstaden Mexico City. Santa María Chilapa de Díaz ligger 2 416 meter över havet och antalet invånare är 1 687.
Terrängen runt Santa María Chilapa de Díaz är lite bergig. Runt Santa María Chilapa de Díaz är det glesbefolkat, med 9 invånare per kvadratkilometer. Närmaste större samhälle är San Andrés Dinicuiti, 19,6 km norr om Santa María Chilapa de Díaz. I omgivningarna runt Santa María Chilapa de Díaz växer huvudsakligen savannskog.